# إيفو مورالس
خوان إيفو مورالس أيما (بالإسبانية: Juan Evo Morales Ayma)‏، رئيس بوليفيا سابقا. وهو أول رئيس في تاريخ أمريكا اللاتينية من الأمريكيين الأصليين وينتمي إلى الحركة الاشتراكية التي قام بتأسيسها، وإلى عائلة من المزارعين البسطاء. استقال من منصبه في 10 نوفمبر 2019 إثر احتجاجات شهدتها البلاد عُقب إعادة انتخابه في أكتوبر من العام نفسه.

## المولد والمنشأ
ولد خوان إيفو موراليس أيما في 26 أكتوبر 1959 لأسرة تعمل بالزراعة بمنطقة أورينوكا التابعة لإقليم أورورو بالجنوب الغربي لبوليفيا.

## الدراسة والتكوين
التحق موراليس منذ سن السادسة بوالده للعمل الزراعي حيث رافق والده إلى شمال الأرجنتين للعمل في حقول قصب السكر، وإلى إقليم كوشابامبا لبيع قطيع اللاما.
ورغم عمله في سن مبكرة تمكن موراليس من الالتحاق بمدرسة كالافيلكا في مراحل التعليم الأولى قبل الالتحاق بأورورو لمواصلة دراسته حيث عمل بالتزامن مع الدراسة بناء وخبازا وعازفا على آلة البوق. كما لعب كرة القدم ضمن فريق باندا ريال إمبريال.

## الوظائف والسياسة
بعد إنهائه السنة الخامسة من التعليم الثانوي التحق موراليس بالجيش حيث كان التجنيد إجباريا، وقد عايش انقلابين بالعاصمة لاباز أثناء فترة أدائه الخدمة الوطنية عام 1978.
وإثر انتهاء خدمته العسكرية عاد إيفو ليعمل مزارعا بأرضه، لكن سرعان ما عصفت ظاهرة النينيو والرياح الثلجية بالمحاصيل الزراعية وقطعان الماشية ما أجبر آلاف السكان على الهجرة ومنهم عائلة موراليس التي توجهت إلى الشرق نحو منطقة صغيرة تدعى سان فرانسيسكو بمقاطعة كوشابامبا حيث واصل إيفو العمل بالزراعة.
انتخب مورالس في ثمانينيات القرن الماضي رئيسا لنقابات مزارعي الكوكا في فترة اتسمت بالمواجهات بين مزارعي الكوكا والحكومة البوليفية في إطار حربها المخدرات ما عرض موراليس للاعتقال والسجن.
في انتخابات 2002 الرئاسية حقق إيفو مورالس نتيجة مفاجئة بحصوله على 20.9% من أصوات الناخبين بفارق 1.9% فقط عن الفائز سانشيز دو لوزادا فيما فاز حزبه الحركة الاشتراكية بـ27 مقعدا في البرلمان لتصبح ثاني قوة سياسية في البلاد. كما أنتخب موراليس نائبا بـ81.3% من أصوات الناخبين.
وفي 18 ديسمبر 2005 انتخب إيفو مورالس رئيسا لبوليفيا إثر حصوله على 53.7% من أصوات الناخبين بعد أشهر من الاضطرابات شهدتها البلاد بسبب قانون المحروقات المثير للجدل.
وفي 2008 وافق البوليفيون في استفتاء شعبي على تعزيز سلطات مورالس والمضي في الإصلاحات الاشتراكية التي انتهجها وجعلته في مواجهة مع الأقاليم الغنية الرافضة لنهجه اليساري. يصنف إيفو موراليس يساريا يؤمن بالفكر الاشتراكي.
وفي 14 يناير 2009 قام بقطع العلاقات الدبلوماسية مع إسرائيل نتيجة الحرب على غزة. وفي 31 يوليو 2014 أعلن مورالس أن إسرائيل كيان إرهابي وألغى السماح بدخول الإسرائليين دون تأشيرة سفر. .

## الرئاسة

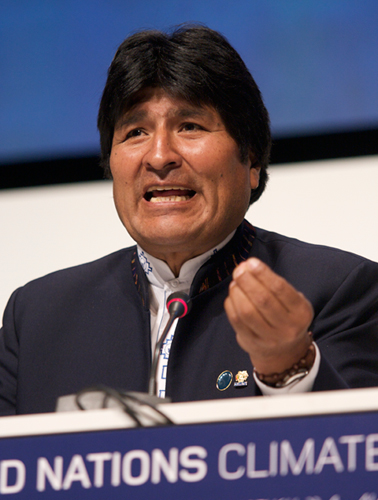
مورالس عام 2009

### الاحتجاجات
كان من المقرر أن تكون لموراليس فترة رئاسية جديدة تبقيه على كرسي الحكم حتى عام 2025، ولكن اجتاحت بوليفيا موجة احتجاجات قوية على نتائج الانتخابات التي أعلنت استمرار بقائه رئيسا للبلاد، نتجت عنها المئات من الجرحى والقتلى، وظهرت دعوات من الجيش بالاستقالة، صرح بها قائد الجيش للصحافة حفاظا على استقرار البلاد، وفي العاشر من نوفمبر، عبر بث تلفزيوني؛ أعلن إيفو موراليس استقالته.

## الأسلوب السياسي

### الإيديولوجيا

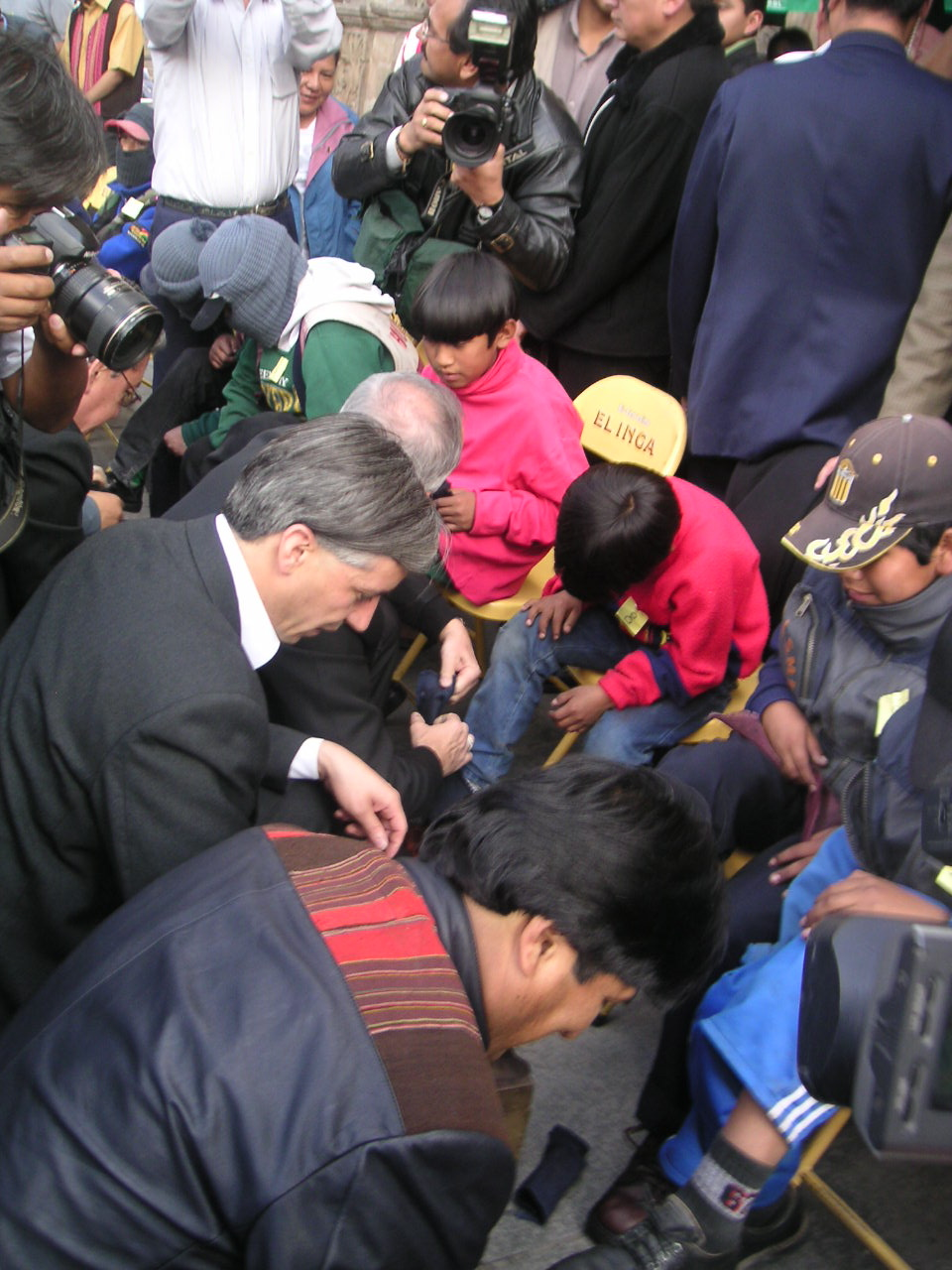
إيفو مورالس ونائب الرئيس البوليفي ألفارو غارسيا لينيرا يلمعان أحذية الأطفال

«أسوأ عدو للإنسانية هو الرأسمالية. هي المسؤولة عن الاحتجاجات الشعبية كما يحدث في بلدنا، ثورة ضد النظام، ضد نموذج النيوليبرالية، والتي تعتبر تمثيلا للرأسمالية المتوحشة. إذا لم يستوعب العالم هذه الحقيقة، بأن الدول لا تقدم أدنى الخدمات في مجال الصحة والتربية والغذاء، فإن هذا يعني انتهاكا يوميا لحقوق الإنسان الأساسية."»

### انتقادات
منذ أن صار موراليس رئيسا عام 2006، عدد من المحللين المحليين والدوليين وعدد من منظمات حقوق الإنسان لاحظوا أن مجموعة من سياسات حكومة موراليس قد جعلت حكم القانون يتراجع كما هددت حقوق الإنسان في بوليفيا. في أغسطس عام 2011، تعاملت الشرطة بعنف مع متظاهرين سلميين، فانتشر الخبر في وسائل الإعلام الدولية. نفى مورالس أن يكون قد أعطى الأوامر للشرطة لمهاجمة المتظاهرين، ولكن هذ الأحداث قد أثرت سلبا على شعبيته. اعتذر رسميا لشعبه لما حدث وواصل القول بأنه لم يعط الأوامر لمهاجمة المتظاهرين وأن ضباط الشرطة اتخذوا هذا القرار بأنفسهم.

## وصلات خارجية
- إيفو مورالس على موقع IMDb (الإنجليزية)
- إيفو مورالس على موقع الموسوعة البريطانية (الإنجليزية)
- إيفو مورالس على موقع مونزينجر (الألمانية)
- إيفو مورالس على موقع إن إن دي بي (الإنجليزية)
- إيفو مورالس على موقع قاعدة بيانات الفيلم (الإنجليزية)